# Turó de Sant Gregori
El Turó de Sant Gregori és una muntanya de 587 metres que es troba al municipi de Copons, a la comarca de l'Anoia.